# Fettvävens hormoner
Fettvävens hormoner är hormoner som utsöndras av fettceller som svar på olika metabola tillstånd i kroppen. Fettvävnad är ett endokrint organ som utsöndrar många proteinhormoner, som leptin, adiponektin och resistin. Dessa hormoner påverkar generellt energimetabolismen, vilket är av stort intresse för förståelsen och behandlingen av typ 2-diabetes och fetma.
Deras relativa roll i att modifiera aptit, insulinresistens och åderförkalkning är föremål för intensiv forskning, eftersom de kan vara modifierbara orsaker till sjuklighet hos personer med fetma.

## Historik om fetthärledda hormoner
Det har visat sig att fettvävnad utsöndrar någon okänd faktor som påverkar aptiten. Men vikten av fettvävnad som ett endokrint organ uppskattades till fullo först 1995 med upptäckten av leptin, proteinprodukten från Ob-genen. Leptin är ett starkt aptitdämpande medel som, när det är utarmat, orsakar tidigt debut av svår fetma hos människor och i djurmodeller. Låga nivåer av leptin i blodplasman har varit starkt förknippade med personer som har måttliga till svåra former av depression. Leptin är känt för att påverka humör och kognition genom att inducera vissa strukturella och funktionella förändringar inom hippocampus och prefrontala cortex. Leptin har också visat sig aktivera signaltransduktionsvägar förknippade med dopamin och MTORC, vilket kan öka synaptogenesen. Leptins roll i neuroplasticitet håller för närvarande (2018) på att belysas, men det har visat sig vara aktivt i områden av hjärnan som är nära kopplade till depression. Det visade sig att leptin har antidepressiva liknande effekter som selektiva serotoninåterupptagshämmare (SSRI).
Upptäckten av leptin och dess effekter på aptiten ledde till förhoppningar om en behandling för fetma och typ 2-diabetes, en stor sjukdom i den utvecklade världen. Tyvärr lyckades inte kliniska studier med leptin som behandling för fetma hos människor visa förbättringar, vilket ledde till att vissa forskare drog slutsatsen att hjärnan kan bli resistent mot leptin, även på överfysiologiska nivåer (den så kallade "takeffekten"), vilket gör behandling med leptin ineffektiv. 
Dessutom, eftersom genetiker lär sig mer från de få fallen av leptin-genmutationer, kvarstår möjligheten att även om leptin var ineffektivt för att behandla fetma i hela befolkningen, kan vissa individuella överviktiga patienter fortfarande dra nytta av dess användning som ett läkemedel mot fetma.
Forskning om de fetthärledda hormonerna adiponectin och resistin pågår. Liksom leptin påverkar dessa hormoner även energibalansen och ämnesomsättningen. Liksom leptin har observationer i både människor och djurmodeller visat att adiponektin är relevant för insulinkänslighet och energihomeostas. Däremot är förhållandet mellan resistin och fetthalt inte konsekvent mellan gnagarmodeller och mänskliga försökspersoner (Se Peter Arner, 2005: "Resistin: yet another adipokine tells us that men are not mice"); Därför är uppfattningen om resistin som ett äkta fetthärlett hormon fortfarande ifrågasatt.